# Peter Remigius
Peter Remigius (ur. 20 maja 1939 w Manakudy-Mel) – indyjski duchowny rzymskokatolicki, w latach 2007-2017 biskup Kottar.

## Życiorys
Święcenia kapłańskie przyjął 18 kwietnia 1966. 10 listopada 1989 został prekonizowany biskupem Kumbakonam. Sakrę biskupią otrzymał 3 stycznia 1990. 30 czerwca 2007 został mianowany biskupem Kottar. 20 maja 2017 przeszedł na emeryturę.